# Prospektering
Prospektering för att finna och bearbeta de rätta potentiella köparna, se lead
Prospektering är sökandet efter naturråvaror, till exempel mineral (t.ex. guld) och petroleum. Det utförs av prospektörer eller prospektorer, som kan vara företag eller personer.
En viktig del i prospekteringsprocessen är finansieringen. 

## Sverige
I Sverige bedrevs prospektering tidigare bland annat av Sveriges geologiska undersökning, men verksamheten upphörde efter statligt direktiv. Numera sköts prospekteringen av privatägda och internationella företag. Sverige är rikt på brytningsvärda mineral som guld, järn, koppar och uran. Därför bedriver gruvföretag från hela världen prospektering i Sverige.

## Prospekteringsprocessen
Prospekteringsprocessen innehåller många faser, och vägen från mineralfynd till gruvdrift är lång. Kunskap om de allmänna geologiska förhållandena är en viktig förutsättning, och den geologiska kartan spelar en stor roll, särskilt vid sökande efter sand, grus och grundvatten. Malmer och i synnerhet kolväten förekommer ofta på avsevärda djup, varför olika geofysiska och geokemiska metoder måste tillgripas, t.ex. seismiska mätningar, mätning av anomalier i jordmagnetiska fältet,  gravitationsundersökningar och kemiska analyser av borrkärnor m. m.
Med dessa metoder kan stora områden undersökas relativt billigt, vilket är betydelsefullt särskilt vid kolväteprospektering. Vid detaljprospektering mäter man även berggrundens ledningsförmåga, självpotential och radioaktivitet.
Geokemiska mätmetoder har stort värde särskilt vid malmprospektering, där olika halter av metalliska spårämnen uppmäts. Vid prospektering efter sand och grus samt grundvatten har seismiska undersökningar alltmer kommit till användning. För grundvattenprospektering på land ger de viktiga upplysningar om läget av porösa lager med god permeabilitet. Här är även elektriska och radiometriska mätmetoder betydelsefulla.

### Borrmetoder
Vid prospektering används två olika bergborrmetoder – kärnborrning och RC-borrning. RC är en förkortning av Reverse Circulation. Kärnborrning är kostsamt, men resultatet är borrkärnor där geologerna kan se vad varje centimeter av berget innehåller. RC-borrning går snabbt och är billigare än kärnborrning. Resultatet är borrkax från olika djup i borrhålet. Detta kan dock i vissa faser av prospekteringen vara tillräckligt för att ge en uppfattning om vad som finns i berget.
Prospektering utförs ofta i områden där vägar saknas. Därför måste borrutrustningen dels vara terränggående, dels självförsörjande med bränsle, vatten och tryckluft.